# Partia Społeczności Węgierskiej
Partia Węgierskiej Koalicji (węg. Magyar Koalíció Pártja, MKP; słow. Strana maďarskej koalície, SMK, od września 2012 pod nazwą Partia Społeczności Węgierskiej (węg. Magyar Közösség Pártja, słow. Strana maďarskej komunity) – słowacka pozaparlamentarna partia polityczna reprezentująca  mniejszość węgierską w tym kraju. Zajmuje pozycje chrześcijańsko-demokratyczne.

## Historia
Przed pierwszymi w niepodległej Słowacji wyborami parlamentarnymi w 1994 trzy główne partie mniejszości węgierskiej zawarły 21 lipca 1994 w Bratysławie koalicję pod nazwą Magyar Koalíció – Maďarská koalícia. 
Przed kolejnymi wyborami parlamentarnymi w 1998 w związku ze zmianami w ordynacji wyborczej partie koalicji węgierskiej musiały przeprowadzić unifikację. 21 czerwca 1998 odbył się w mieście Dunajská Streda zjazd zjednoczeniowy partii węgierskich. Powstała nowa partia pod obecną nazwą, której szefem został wybrany Béla Bugár. Już wcześniej 22 maja 1998 jedna z partii węgierskich zmieniła w rejestrze partii politycznych swoją nazwę na nową nazwę wspólnej formacji. W wyniku wyborów SMK otrzymała 9,13% głosów i 15 mandatów, co dało jej czwarte miejsce. Słowaccy Węgrzy weszli w kadencji 1998–2002 w skład koalicji rządzącej wraz z SDK Mikuláša Dzurindy, SDL i SOP. 
W wyborach prezydenckich w 1999 startował wspólny kandydat SDK, SDL, SMK i SOP Rudolf Schuster, który wygrał wybory prezydenckie otrzymując w drugiej turze 57,18% poparcia. 
W wyborach parlamentarnych w 2002 partia zdobyła 11,17% i 20 mandatów, co dało jej ponownie czwarte miejsce. Po wyborach tworzyło rządową koalicję ze Słowacką Unią Chrześcijańsko i Demokratyczną Mikuláša Dzurindy, Ruchem Chrześcijańsko-Demokratycznym i Sojuszem Nowych Obywateli.
W wyborach prezydenckich w 2004 startował wspólny kandydat SMK i KDH František Mikloško, który w pierwszej turze dostał jedynie 6,51% poparcia zajmując dopiero piąte miejsce w stawce jedenastu kandydatów. 
W wyborach do Parlamentu Europejskiego w 2004 SMK osiągnęła 13,25% głosów, co dało jej piąte miejsce i 2 euromandaty. Partia Węgierskiej Koalicji należy do Europejskiej Partii Ludowej. 
W wyborach parlamentarnych w 2006 partia zajęła po raz kolejny czwarte miejsce z poparciem 11,69%, co dało jej znów 20 mandatów. Tym razem SMK znalazła się w opozycji. 
31 marca 2007 po blisko dziewięciu latach kierowania partią jej dotychczasowy szef Béla Bugár został zastąpiony przez nowego lidera, którym został Pál Csáky. W wyborach 2009 partia uzyskała ponownie 2 mandaty. W tym samym roku doszło do rozłamu w ugrupowaniu, co skutkowało powołaniem do życia nowej partii odwołującej się do węgierskiego elektoratu pod nazwą Most-Híd. Obie partie ubiegały się o mandaty poselskie w wyborach 2010, jednak SMK nie przekroczyła ostatecznie progu wyborczego. 10 lipca 2010 nowym przewodniczącym SMK został wybrany József Berényi. 

## Poparcie
| Wybory | Poparcie | Zmiana punktów procentowych | Mandaty (Rada Narodowa) | Zmiana |
| ------ | -------- | --------------------------- | ----------------------- | ------ |
| 1998   | 9,13%    | -                           | 15                      | -      |
| 2002   | 11,2%    | 2,07                        | 20                      | 5      |
| 2006   | 11,68%   | 0,48                        | 20                      | -      |
| 2010   | 4,33%    | 7,35                        | 0                       | 20     |
| 2012   | 4,28%    | 0,05                        | 0                       | -      |
| 2016   | 4,05%    | 0,23                        | 0                       | -      |

| Wybory | Poparcie | Zmiana punktów procentowych | Mandaty | Zmiana | L. miejsc dla Słowacji |
| ------ | -------- | --------------------------- | ------- | ------ | ---------------------- |
| 2004   | 13,2%    | -                           | 2       | -      | 14                     |
| 2009   | 11,34%   | 1,86                        | 2       | -      | 13                     |
| 2014   | 6,53%    | 4,81                        | 1       | 1      | 13                     |
| 2019   | 4,96%    | 1,57                        | 1       | -      | 14                     |

| Wybory | Kandydat           | Głosowanie | Poparcie | Uwagi                              |
| ------ | ------------------ | ---------- | -------- | ---------------------------------- |
| 1999   | Rudolf Schuster    | I tura     | 47,37%   | Przejście do II tury               |
| 1999   | Rudolf Schuster    | II tura    | 57,18%   | Wygrana                            |
| 2004   | František Mikloško | I tura     | 6,5%     | Kandydat nie przeszedł do II tury. |
| 2009   | Iveta Radičová     | I tura     | 38,05%   | Przejście do II tury.              |
| 2009   | Iveta Radičová     | II tura    | 44,46%   | Przegrana                          |
| 2014   | Gyula Bárdos       | I tura     | 5,1%     | Kandydat nie przeszedł do II tury. |